# 社長，戰鬥的時間到了！
《社長，戰鬥的時間到了！》（日语：社長、バトルの時間です！）是由Deluxe Games、PREAPP PARTNERS開發的手機遊戲，改編動畫於2020年4月播出。

## 登場角色
湊（配音：堀江瞬）
主角。希望公司的新任社長。由於個性冷靜溫和，常常被人認為不可靠，但在緊急情況下他卻能做出冷靜而準確的決定。
尤托利亞（配音：市之瀨加那）
女主角。年輕時被前任社長收養的孤兒，是湊的童年玩伴。現任希望公司的社長秘書。在擔任秘書之前，她是一名冒險家，並作為戰鬥人員參加戰鬥。
朱莉（配音：和氣杏未）
在希望公司工作的戰士，她是誠的姊姊。有很強的競爭精神，喜歡攻克地下城和戰鬥。是幫助弱者的仁慈之人。與外表和個性相反，她也很喜歡可愛的東西和糖果。
誠（配音：青山吉能）
在希望公司工作的僧侶兼植物學家。嚴肅、善良、熱愛植物，甚至去地牢收集植物作為愛好。他背上的背包裡藏著一個他不能告訴任何人的秘密。
瑪莉卡（配音：高橋未奈美）
一個12歲的女孩，天才魔法師，成為希望公司的新進員工。
米捏子（配音：藤田茜）
會說人類語言的怪物，希望公司的新進員工。是部落中的棄兒，被誠招募加入。
嚮導小姐（配音：堀江由衣）
希望公司的老員工，負責辦公室事務。自從 15 年前 Minato 的父親創立這家公司以來，她就一直在這家公司工作。
萊巴（配音：八代拓）
新創公司「CyEdge」總裁。他本人是一位熟練的冒險家，但他的傲慢常常給他帶來麻煩。
瓦爾美（配音：上坂菫）
戰士。新創公司「CyEdge」的職員。她語氣溫柔，乍看顯得和藹可親，實則是個腹黑的美人。
昴（配音：茜屋日海夏）
為世界頂級公司之一的帝國公司工作的騎士。
女神（配音：中原麻衣）

## 電視動畫
第六集之前的故事是基於遊戲的故事，但從第七集到第十二集，故事是動畫原創的。

### 製作人員
- 原作：KADOKAWA、Deluxe Games、PREAPP PARTNERS
- 監督：池下博紀
- 系列構成、劇本：豬原健太
- 角色設計、總作畫監督：渡邊敬介
- 服裝設計：後藤望
- 總作畫監督：齋藤溫子
- 怪物設計：有澤寬
- 主動畫師：松尾信之
- 總動畫監修：高橋知也
- 美術監督：瀨川孟彥（Studio Tulip）
- 美術設定：池田勉（Studio Tulip）
- 色彩設計：高木雅人
- 背景：Studio Tulip
- 道具設計：水村良男
- 3D監督：向純平
- 攝影監督：小野寺正明
- 編輯：柳圭介
- 音響監督：伊藤巧（HALF H·P STUDIO）
- 音響效果：北方將實（Fizz Sound Creation）
- 音樂：橋本由香利
- 音響製作：HALF H·P STUDIO
- 音樂製作：日本哥倫比亞
- 動畫製作：C2C
- 製作：「シャチバト！」製作委員會

### 主題曲
OP《Hurry Love》
作词、作曲：俊龙  编曲：Sizuk  演唱：和气杏未

### 集數列表
| 话数     | 日文标题 | 中文标题 | 剧本     | 分鏡     | 演出     | 作画监督                                                       | 总作画监督      |
| -------- | -------- | -------- | -------- | -------- | -------- | -------------------------------------------------------------- | --------------- |
| 第一話   |          | 社长就任 | 猪原健太 | 池下博纪 | 清水一伸 | 铃木幸江                                                       | 渡边敬介        |
| 第二話   |          | 遗产继承 | 猪原健太 | 池下博纪 | 大木比吕 | 寿惠理子                                                       | 渡边敬介        |
| 第三話   |          | 订单比赛 | 猪原健太 | 石平信司 | 宝井俊介 | 柳濑让二 吉田巧介 福永纯一                                     | 渡边敬介        |
| 第四話   |          | 财宝探索 | 猪原健太 | 安齋剛文 | 宇和野歩 | 今田茜 吉田巧介                                                | 齋藤温子        |
| 第五話   |          | 新入社员 | 猪原健太 | 安齋剛文 | 大畑清隆 | 吉田雄一 馬場一樹                                              | 後藤望 岡崎洋美 |
| 第六話   |          | 企业目标 | 猪原健太 | 石平信司 | 清水一伸 | 铃木幸江 寿惠理子 吉田巧介 斋藤温子 服部宪治 重松晋一 福永纯一 | 渡边敬介        |
| 第七話   |          | 中期决算 | 猪原健太 | 安斋刚文 | 大木比吕 | HAN HYEON JI                                                   | 斋藤温子        |
| 第八話   |          | 新种发现 | 猪原健太 | 三盐天平 | 三盐天平 | ハン ミンギ 今田茜 寺本将梧                                    | 渡边敬介        |
| 第九話   |          | 白马骑士 | 猪原健太 | 石平信司 | 谷口工作 | 齐藤宽 齐藤亮 高濑沙耶香 萩尾圭太 松田刚吏 松野祐              | 斋藤温子        |
| 第十話   |          | 企業戰士 | 猪原健太 | 安齋剛文 | 清水明   | 邱明哲 山本徑子 安齊佳惠 桝井一平 鈴木伸一 那須野文            | 渡邊敬介        |
| 第十一話 |          | 商機到来 | 猪原健太 | 寶井俊介 | 寶井俊介 | 今田茜 服部憲知 大木比呂 壽惠理子 吉田肇 島田聰史              | 斋藤温子        |
| 第十二話 |          | 經營理念 | 猪原健太 | 石平信司 | 清水一伸 | 田中紀衣 山田真也 河野繪美 長坂寬治 大河內忍 大木比呂 壽惠理子 | 渡邊敬介        |

### 播放平台
| 播放地區                         | 播放電視台                | 播放日期              | 播放時間（UTC+8） | 字幕語言               | 備註  |
| -------------------------------- | ------------------------- | --------------------- | ----------------- | ---------------------- | ----- |
| 東盟、印度、孟加拉、尼泊爾、不丹 | Muse Asia YouTube頻道     | 2020年4月6日－6月29日 | 星期一 00時00分   | 簡體中文、英文         | [ 4 ] |
| 馬來西亞、汶萊                   | Muse Malaysia YouTube頻道 | 2020年4月6日－6月29日 | 星期一 00時00分   | 簡體中文、馬來文、英文 | [ 5 ] |
| 越南                             | Muse Việt Nam YouTube頻道 | 2020年4月6日－6月29日 | 星期一 00時00分   | 越南文                 | [ 5 ] |
| 香港                             | Viu                       | 2020年4月6日－6月29日 | 星期一 00時00分   | 繁體中文               | [ 6 ] |

## 註解
1. ↑  泰國地區在發佈後三天觀看

## 外部連結
- （日語）電子遊戲《社長，戰鬥的時間到了！》官方網站 （页面存档备份，存于）
- （日語）電視動畫《社長，戰鬥的時間到了！》官方網站 （页面存档备份，存于）
- 社長，戰鬥的時間到了！」的X（前Twitter）